# Йоганн Людвіг Буркгардт
Йо́ганн Лю́двіг Бу́ркхардт (нім. Johann Ludwig Burckhardt; 24 листопада 1784, Лозанна — 15 жовтня 1817, Каїр) — швейцарський сходознавець, який прославився в епоху романтизму подорожами по Близькому і Середньому Сходу під ім'ям Ібрагім ібн Абдалла. Один із перших дослідників Нубії.

## Коротка біографія
Після курсу в Геттінгенському університеті Буркхардт загорівся думкою відшукати витоки річки Нігер. У 1806 році він направився до Англії з метою заручитися фінансовою підтримкою Африканської асоціації британських джентльменів. Отримавши схвалення свого проекту, він почав вивчати арабську мову в Кембриджі, а у вільний час виснажував себе пішими переходами.
Наполегливість Буркхардта була винагороджена навесні 1809 року, коли за підтримки Джозефа Банкса він дістався до Сирії, де, видаючи себе за приїжджого «шейха», став вивчати в Алеппо закони шаріату. Перебування в Сирії дозволило йому досконало опанувати арабську і, не вселяючи підозр місцевим жителям, відвідати невідомі європейцям руїни древніх цивілізацій, включаючи Пальміру і Петру. Його пізнання в Корані були настільки значні, що він написав до нього науковий коментар.
Для самого Буркхардта відкриття Петри було лише кроком до заповітного переходу через Сахару до витоків Нігера. Для підготовки він у 1812 році приїхав до Каїра, який відтоді став його домівкою. Під виглядом бідного сирійського купця він спустився по Нілу до невідомого тоді Абу-Сімбела, потім повернув на схід, переплив Червоне море і чи не першим з християн після Вартеми відвідав як Медіну, так і Мекку, де прожив три місяці.
Свій опис мусульманських святинь Буркхардт переслав до Європи, де він був негайно опублікований і приніс йому популярність. Як і інші записи Буркхардта, він був складений французькою. Навесні 1816 року він відвідав гору Синай, але незабаром після того захворів на дизентерію і, виснажений тривалими подорожами, помер, не доживши кілька тижнів до 33-річчя, правовірним мусульманином.
Час від часу він дбайливо пересилав до Англії свої щоденники та нотатки, а також велику серію листів, тому дуже мало подробиць його подорожей було втрачено. Свою колекцію з 800 томів східних рукописів він заповів бібліотеці Кембриджського університету.

## Праці
- «Подорожі по Нубії» — опубліковано у 1819 р.
- «Подорож по Сирії і Святій землі [Архівовано 24 вересня 2009 у Wayback Machine.]» — опубліковано у 1822 р.
- «Подорожі по Аравії [Архівовано 24 вересня 2009 у Wayback Machine.]» — опубліковано у 1829 р.